# Поливода
Поливода́ («аномальная вода», «модифицированная вода», «сверхплотная вода», «полимеризованная вода», «вода II») — гипотетическая полимеризованная форма воды, которая может образоваться за счёт поверхностных явлений и обладать уникальными физическими свойствами. Активное изучение феномена «поливоды» происходило в 1960-х — начале 1970-х годов. Результаты начальных экспериментов были невоспроизводимы; сами их авторы в 1973 году и многие другие учёные опубликовали их опровержения. Необычные свойства, проявлявшиеся «поливодой», оказались вызваны примесями силикатов. Современные «исследования» «поливоды» часто рассматриваются как пример лженауки.

## Свойства
Модифицированная или аномальная вода, по исходным утверждениям её исследователей, проявляла удивительные свойства. Консистенцией поливода напоминала сироп и её вязкость превышала в 15 раз вязкость нормальной воды. Жидкость замерзала в интервале температур от −30° до −60 °C. Температура кипения поливоды находилась в интервале от 150 °C до 250 °C. Наблюдаемая плотность — от 1,1 до 1,4 г/см³ (плотность нормальной воды — 1,0 г/см³). Модифицированная вода образовывалась не более чем в 30—40 % исследуемых капилляров с диаметром не более 0,1 мм, что сильно затрудняло эксперименты.

## История
Феномен «модифицированной воды» был впервые зафиксирован советским химиком Николаем Федякиным в 1962 году в Костроме. Он заметил, что при проведении продолжительных экспериментов с капиллярами в более узких капиллярах наблюдается разделение воды на две фазы, одна из которых обладала уникальными свойствами. Результаты удалось воспроизвести в Москве и в том же году к исследованию подключилась группа Б. В. Дерягина (в то время члена-корреспондента Академии наук СССР). Поскольку результаты были опубликованы в русскоязычной научной периодике, они не привлекли внимания западных учёных. Даже выступления Б. В. Дерягина на международных симпозиумах в 1966 и 1967 годах не изменили положения. Ситуация кардинально изменилась в 1969 году, когда Липпинкотт с сотрудниками опубликовал спектроскопическое подтверждение существования «поливоды» в журнале «Science». За этим в 1970—1971 годах последовал вал экспериментальных и теоретических работ, посвящённых феномену. Скептицизм относительно результатов быстро рос, так как множество учёных были не в состоянии воспроизвести эксперименты и получить свои образцы поливоды. Неопределённость продолжалась до 1973 года, когда Б. В. Дерягин и Н. И. Чураев опубликовали в Nature опровержение своих прежних результатов и показали, что необычные свойства возникают за счёт примесей силикатов. Последняя публикация по поливоде в научной периодике была издана в 1974 году.

### Первоисточники
- Н. Н. Федякин, «Изменения в структуре воды при конденсации в капиллярах» // Коллоидный журнал, 24 (1962) 497.
- Deryagin, Boris V.: «Effects of Lyophile Surfaces on the Properties of Boundary Liquid Films» // Disc. Faraday Society, 42, 1966, p. 109—119
- Б. В. Дерягин «Новые данные о сверхплотной воде» Архивная копия от 6 февраля 2009 на Wayback Machine // Успехи физических наук, 100 (4) (1970) 726—728.
- Б. В. Дерягин, Н. В. Чураев, "Письмо в редакцию «Успехов физических наук» Архивная копия от 7 февраля 2009 на Wayback Machine // Успехи физических наук, 105 (9) 1971.
- Б. В. Дерягин, Н. В. Чураев. «Новые свойства жидкостей». М.: Наука, 1971, 176 с.
- Derjaguin, B. V., et al. «Results of analytical investigation of the composition of „anomalous“ water.» // Journal of Colloid and Interface Science 46.3 (1974): 437—441.

### История вопроса
- STEPHEN JAY GOULD, ICE-NINE, RUSSIAN STYLE Архивная копия от 12 августа 2017 на Wayback Machine // New-York Times August 30, 1981
- Polywater, sociology of an artifact // Social Science Information, 1 December 1993: 643—667. doi:10.1177/053901893032004005
- E. Ackermann, «Bibliometrics of a controversial scientific literature: Polywater research, 1962—1974», Scientometrics, 2005, 63(3), 189—208. (англ.) (недоступная ссылка)
- Козловский Б., Торгашев А. 10 заблуждений науки Архивная копия от 15 мая 2010 на Wayback Machine Русский репортёр 26 ноября 2008, № 45 (75)
- The Curious Case of Polywater. In the 1960s, scientists discovered a new form of water. How did they get it so wrong? Архивная копия от 15 ноября 2013 на Wayback Machine // Slate.com, Joseph Stromberg, NOV. 7 2013